# Wietse van Lankveld
Wietse van Lankveld (Keldonk, 4 mei 1997) is een Nederlands voetballer die als middenvelder bij Helmond Sport speelde.

## Carrière
Wietse van Lankveld maakte zijn debuut op 5 mei 2017, in de 2-2 gelijkgespeelde uitwedstrijd tegen FC Eindhoven. Hij kwam in de 75e minuut in het veld voor Teije ten Den. Wietse is op het moment trainer van de jo15-1 bij UDI'19/CSU.

### Statistieken
| Seizoen        | Club           | Competitie     | Competitie | Competitie | Beker | Beker | Overig | Overig | Totaal | Totaal |
| Seizoen        | Club           | Competitie     | Wed.       | Dlp.       | Wed.  | Dlp.  | Wed.   | Dlp.   | Wed.   | Dlp.   |
| -------------- | -------------- | -------------- | ---------- | ---------- | ----- | ----- | ------ | ------ | ------ | ------ |
| 2016/17        | Helmond Sport  | Eerste divisie | 1          | 0          | 0     | 0     | 0      | 0      | 1      | 0      |
| 2017/18        | Helmond Sport  | Eerste divisie | 3          | 0          | 0     | 0     | 0      | 0      | 3      | 0      |
| Carrièretotaal | Carrièretotaal | Carrièretotaal | 4          | 0          | 0     | 0     | 0      | 0      | 4      | 0      |

Bijgewerkt op 28 mei 2018.